# 王温
王 温（おう おん、463年 - 528年）は、北魏の宦官。字は桃湯。本貫は趙郡欒城県。

## 経歴
高邑県令の王冀の子として生まれた。父が事件に連座して処刑されると、王温は兄の王継叔とともに宦官にされた。宮中で慎み深く仕えて、孝文帝に見出され、中謁者・小黄門に任じられた。中黄門・鉤盾令に転じ、中嘗食典御・中給事中となり、東宮に給事して、左中郎将の任を加えられた。
515年（延昌4年）、宣武帝が死去すると、朝廷の諸官たちが皇太子元詡（孝明帝）を迎えるため、東宮にやってきた。王温は睡眠中の元詡を起こして、保母とともに抱えて入朝し、帝位に即かせた。高陽王元雍が政権を掌握すると、宦官が党派を結ぶことを警戒して、王温は鉅鹿郡太守として出され、龍驤将軍の号を加えられた。
霊太后が臨朝称制すると、王温は洛陽に召還されて中常侍・光禄大夫となり、欒城伯の爵位を受けた。安東将軍の号を受け、崇訓太僕少卿を兼ねた。使持節・散騎常侍・撫軍将軍・瀛州刺史として外任をつとめた後、洛陽に呼び戻されて中侍中に任じられ、鎮東将軍・金紫光禄大夫に進んだ。さらに中侍中のまま車騎将軍・左光禄大夫・光禄勲となった。526年（孝昌2年）、欒城県開国侯に封じられた。後に本貫を陽平郡武陽県と申告して、武陽県開国侯に改封された。528年（建義元年）、河陰の変で殺害された。享年は66。永安初年、驃騎大将軍・儀同三司・雍州刺史の位を追贈された。
養子の王冏哲が後を嗣いだが、北斉が建国されると、爵位を降格された。

## 伝記資料
- 『魏書』巻94 列伝第82
- 『北史』巻92 列伝第80